# Hermannplatz (métro de Berlin)
À ne pas confondre avec la station Hermannstraße (métro de Berlin)
Pour la place publique, voir Hermannplatz.
Hermannplatz est une station des lignes 7 et 8 du métro de Berlin en Allemagne, située dans le quartier et l'arrondissement de Neukölln.